# Maravalia lucumae
Maravalia lucumae är en svampart som först beskrevs av Dietel, och fick sitt nu gällande namn av Y. Ono 1984. Maravalia lucumae ingår i släktet Maravalia och familjen Chaconiaceae.   Inga underarter finns listade i Catalogue of Life.